# تبعثر

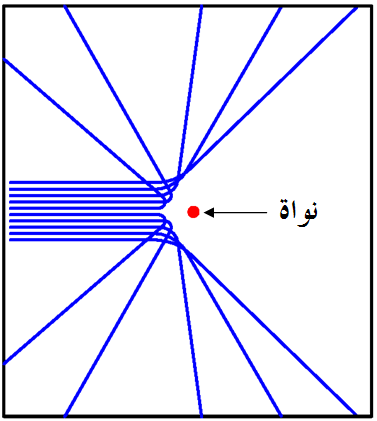
تبعثر وفق القطع الزائد لجسيمات متماثلة الشحنة

التبعثر أو تشتت (بالإنجليزية: Scattering)‏ في فيزياء الجسيمات، هو تغير في اتجاه حركة الجسيم بسبب تصادمه مع جسيم آخر. ويمكن للتصادم بحسب تعريفه الفيزيائي أن يحدث بين جسيمات تتنافر فيما بينها، مثل التنافر بين شاردتين موجبتين (أو سالبتين)، وأن لا يشمل ذلك تماسا فيزيائيا مباشرا بين الجسيمات.
بينت التجارب التي أجريت على الجسيمات دون الذرية - مثل تصادم بين الإلكترونات - أن قوى التنافر الكهربائية بين الجسيمات تخضع لقانون كولوم، الذي ينص على أن القوة تتناسب عكسيا مع مربع المسافة بين الجسيمات؛ كما تزداد بصفة عامة خطيا بزيادة شحنة الجسيمات (مع العلم بأن شحنة الإلكترون ثابتة، وهي الشحنة الأولية). أي أن المسافة بين جسيمين مشحونين إذا قسمت إلى النصف فإن قوى المتبادلة تتضاعف أربع مرات. أظهرت النتائج، كما في الشكل الجانبي، أن مسار الجسيم المشتت، مهما كانت زاوية انحرافه، سيكون وفق قطع زائد حيث كلما اقتربت الجسيمات الساقطة على مركز التشتت ازدادت زاوية الانحراف.

## تآثر بين فوتون وأحد الذرات

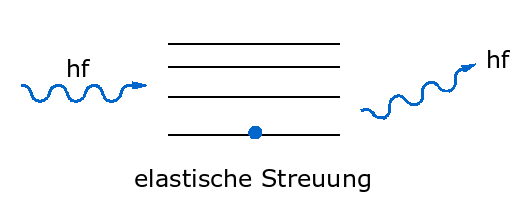
تشتت مرن.

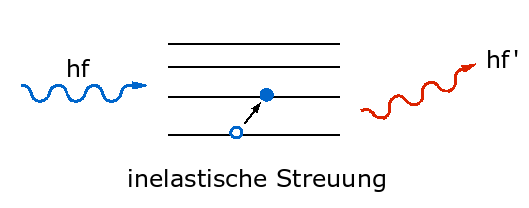
تشتت غير مرن.

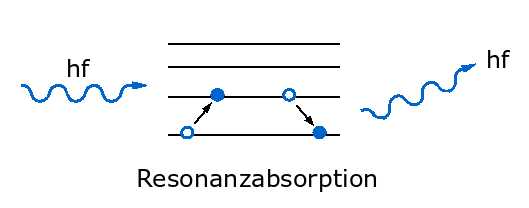
امتصاص رنيني

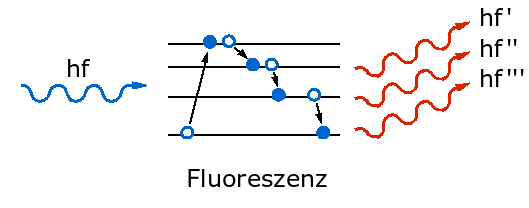
فلورية.

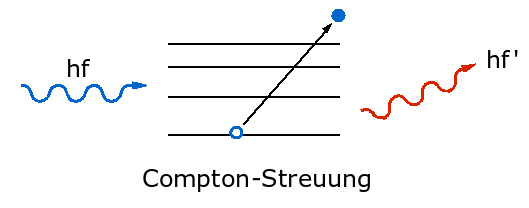
تأثير كومبتون.

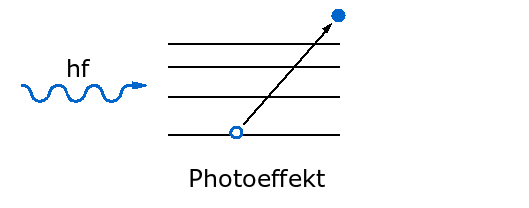
تأثير كهروضوئي.

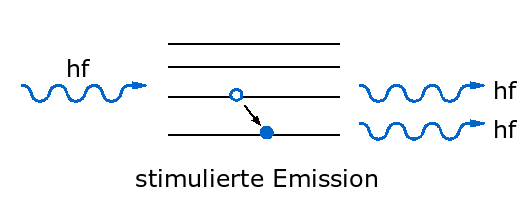
اصدار محفز

تبين الأشكال المجاورة وصفا بالرسم للأنواع المختلفة من تآثر بين فوتونات وأحد الذرات. وتعني الخطوط العرضية مستويات الطاقة الكمومية المختلفة لذرة في حالات إثارة، والتي يمكن أن يشغلها إلكترون. ويمثل الخط الأسفل الحالة الأرضية للإلكترون في الذرة، وهي أقل طاقة يمكن أن تتخذها الذرة وهي ليست في حالة إثارة.

### التشتت المرن (تشتت رايلي)
وهي حالة تكون فيها طاقة {\displaystyle E=h\nu } (حيث h ثابت بلانك) و
{\displaystyle \nu } تردد الفوتون الساقط على أحد الذرات صغيرة، أي أن تكون طاقة الفوتون أقل من أن تحدث إثارة في الذرة. في تلك الحالة لا تتغير طاقة الشعاع الساقط؛ ويتشتت بنفس طاقته {\displaystyle E=h\nu } ، (في الصور المجاورة تسمى hf).
وأما في حالة أن تكون طول موجة الفوتون الساقط مساوية تقريباً لـ نصف قطر بور للذرة فيسمى ذلك تشتت رايلي  . ومن خصائصه أن مقطع التصادم σ يتغير بشدة بتغير التردد الفوتون الساقط ويتزايد مع ν4 .
(نلاحظ أننا نتكلم حينا عن تردد الفوتون وحينا آخر عن طول موجة الفوتون، ولكنهما مرتبطان ببعضهما البعض بالعلاقة: طول الموجة * التردد = سرعة الضوء).

### تشتت غير مرن (تشتت رامان)
يوصف التشتت الغير مرن أحيانا بأنه تشتت رامان  - نسبة إلى عالم الفيزياء الذي اكتشفه - ويحدث التشتت الغير مرن عندما تزيد طاقة {\displaystyle E=h\nu } الفوتون الساقط عن الفرق بين مستويين للطاقة الكمومية في الذرة، بحيث ترتفع طاقة أحد إلكترونات الذرة بمقدار {\displaystyle \Delta E}. عندئذ تصبح طاقة الفوتون المتشتت من الذرة {\displaystyle h\nu -\Delta E}.

### امتصاص رنيني وإصدار تلقائي والفلورية والفسفورية
عندما تعادل طاقة الفوتون الساقط على الذرة الفرق بالتمام {\displaystyle \Delta E}, بين مستويين للطاقة في الذرة فإن الذرة تمتص الفوتون على التو. فإذا تبع ذلك إصدار لفوتون بنفس التردد يسمى ذلك التعامل (تفاعل) امتصاص رنيني. وتختلف تلك العملية عن ما يحدث في حالة التشتت المرن في أن الفوتونين (الفوتون الساقط والفوتون الصادر) يكونان منزاحين الطور.
إما إذا عادت الذرة من الحالة المثارة إلى حالة الابتدائية بعد فترة زمنية قصيرة فيسمى هذا النوع من التفاعل اصدار تلقائي. وإذا عادت الحالة المثارة للذرة على فترات بحيث تعبر عدة مستويات للطاقة وفي كل مرة تصدر فوتونا صغير الطاقة، فإن ذلك يسمى فلورية. وعندما يستغرق ذلك مدة طويلة (ساعة أو أكثر) فيسمى ذلك التآثر بين الفوتون والذرة فسفورية.

### تشتت كومبتون
يسمى تأثير كومبتون تلك العملية التي تؤدي إلى اكتساب الذرة طاقة عالية من الفوتون بحيث تتأين وتطلق إلكترونا وفوتونا ذا طاقة أقل.

### تأثير كهروضوئي
وهي عملية امتصاص يكتسب خلالها أحد إلكترونات الذرة الطاقة الكاملة من الفوتون الساقط، وتسمى التأثير الكهروضوئي الذي اكتشفة ألبرت أينشتاين. ومن شروط حدوثه أن يكون الإلكترون مرتبطا بالذرة ارتباطا وثيقا، ولذلك يتميز حدوث التأثير الكهرضوئي مع إلكترونات المدار K في الذرات الثقيلة.

### إنبعاث محفز
يتميز الانبعاث المحفز بذرة مثارة تتفاعل مع فوتون ساقط عليها ذو طاقة مناسبة لها، فيحفزها على إصدار فوتون ثاني ويكون الفوتنين (الساقط والمحفز) في نفس الطور والاتجاه.
- هذا هو أساس عمل الليزر.
- ملحوظة: لا تتعامل (تتفاعل) الذرات مع الضوء فقط وإنما أيضا عن طريق الاصطدام مع جسيمات أولية أخرى، مثل الإلكترونات أو ذرات أخرى وتكتسب خلالها طاقة كمومية أو تصدرها (أنظر تجربة فرانك-هرتز).

## اقرأ أيضًا
- تبعثر براغ
- تبعثر مرتد
- حيود النيوترونات
- حيود الإلكترونات
- حيود الأشعة السينية
- تأثير كومبتون
- تشتت تومسون
- مقطع تصادم (فيزياء)
- مقطع نووي